# Ministère du Patrimoine (Israël)
Le Ministère du Patrimoine (hébreu : משרד המורשת) est un ministère du gouvernement israélien, chargé des questions liés au patrimoine, à l'archéologie et l'Autorité des antiquités, auparavant géré par le ministère des Affaires de Jérusalem et de la Culture.
L'actuel ministre du Patrimoine est Amihai Eliyahu.

## Historique
En préparation de la création du sixième gouvernement de Netanyahou, l'accord de coalition gouvernementale entre le Likoud et Otzma Yehudit prévoit que le ministère des Affaires de Jérusalem et du Patrimoine soit divisé entre un ministère de Jérusalem et un ministère du Patrimoine. Amihai Eliyahu serait nommé ministre, tandis que Meir Porush serait nommé ministre des Affaires de Jérusalem et de la Tradition d'Israël.
Selon la décision gouvernementale du 29 janvier 2023, le ministère a changé son nom en ministère de Jérusalem et de la Tradition d'Israël, tandis que le ministère du Patrimoine est créé.  Le ministère est chargé des questions liés au patrimoine, à l'archéologie et l'Autorité des antiquités, le Conseil pour la préservation des sites et du patrimoine ethnique d'Israël, auparavant géré par le ministère de Jérusalem et de la Culture.

## Liste des ministres
Les différents ministres du Patrimoine s'étant succédé en Israël sont :
| Ministre | Ministre | Ministre       | Parti       | Gouvernement  | Début            | Fin             |
| -------- | -------- | -------------- | ----------- | ------------- | ---------------- | --------------- |
| 1        |          | Amihai Eliyahu | Force juive | Netanyahou VI | 29 décembre 2022 | 21 janvier 2025 |
| 2        |          | Haim Katz      | Likoud      | Netanyahou VI | 23 janvier 2025  | 19 mars 2025    |
| 3        |          | Amihai Eliyahu | Force juive | Netanyahou VI | 19 mars 2025     | en cours        |